# ماتياش راكوشي
ماتياش راكوشي (باللغة المجرية:Mátyás Rákosi) (ولد 9 مارس 1892 - توفي 5 فبراير 1971) سياسي شيوعي مجري. اسمه الاساسي هو ماتياش روزنفلد. ولد فيما يسمى اليوم بصربيا. كان راكوشي يعتبر بحكم الأمر الواقع حاكم دولة المجر الشيوعية مدة 11 عاما بين 1945 و1956. لم يكن رئيسا رسميا لكنه يعد كذلك أولا بصفته الأمين العام للحزب الشيوعي المجري بين عامي 1945 و1948 وثانيا لأنه بعد ذلك أصبح الأمين العام لحزب العمال المجري في فترة 1948 حتى 1956. اتسمت فترة حكمه بنوع من الدكتاتورية والستالينية.

## بداية حياته وعمله السياسي
ولد راكوشي في قرية أدا (صربيا) في مقاطعة باكس- بودروغ في مملكة المجر. وكانت مملكة المجر مع مملكة النمسا دولة واحدة هي الإمبراطورية النمساوية المجرية. ولد راكوشي في عائلة يهودية. كان الابن الرابع لابيه العامل البسيط وأمه التي انجبت سبعة أطفال بعده. راكوشي ابن الاسرة اليهودية رفض الدين اليهودي وباقي الاديان وآمن بالمذهب الشيوعي الملحد.
خدم في جيش الإمبراطورية النمساوية المجرية خلال الحرب العالمية الأولى وأسر في الجبهة الشرقية. بعدة عودته للمجر، انضم للحكومة الشيوعية التي أسست الجمهورية المجرية السوفيتية برئاسة بيلا كون. فر راكوشي إلى الاتحاد السوفيتي بعد سقوط الجمهورية الوليدة على يد القوات الرومانية.
سجن بعد عودته إلى المجر عام 1924 وقضى 16 عاما في الحبس. أطلق سراحه وسلم إلى الاتحاد السوفيتي في 1940 في عملية تبادل بين البلدين حيث استلمت المجر تحف أثرية تابعة لها كانت القوات الروسية قد استولت عليها في فترة الثورة المجرية 1848. في منفاه في الاتحاد السوفيتي، أصبح راكوشي قائد الكومنترن. عاد بعد خمس سنوات إلى بلده المجر وتحديدا إلى دبرسن في 30 يناير 1945. وقد كانت القيادة الشيوعية السوفيتيه أرسلته إلى هناك لتأسيس الحزب الشيوعي.

## حاكما للمجر الشيوعية
لما استقرت الحكومة الشيوعية في المجر، عين راكوشي أمينا عاما للحزب الشيوعي المجري. وكان عضوا في المجلس الوطني الأعلى من 27 سبتمبر حتى 7 ديسمبر من عام 1945. وبعد ذلك رئيسا للوزراء بالنيابة من 1945 حتى 1949. ورئيسا للوزراء لفترة بسيطة بالتحديد من فبراير عام 1946 إلى 31 مايو 1947.
في عام 1948 أجبر أعضاء الحزب الشيوعي افراد الحزب الاشتراكي الديمقراطي على دمج الحزبين ليكونا ما سمي بحزب العمال المجري.
يصف راكوشي نفسه باوصاف يبين فيها حبه واخلاصه للزعيم السوفيتي ستالين. ومن هذه الاوصاف «أفضل تابع مجري لستالين» و«تلميذ ستالين». وهو مخترع ما يسميه «تكتيك السجق»، الذي يقصد به طريقته في القضاء على منافسيه السياسيين من غير الشيوعيين و«تقطيعهم كشرائح السجق».
في ذروة حكمه كان يوصف بانه يجعل من حوله يقدسونه ويقدسون شخصيته.
كانت المجر ترزح تحت حكم القائد الجبار راكوشي. الذي كان مقلدا حرفيا لبرامج ستالين السياسية والاقتصادية. كان يلقب بالقاتل الأصلع. جربت هنغاريا في عهده أحد أقسى الدكتاتوريا في أوروبا. قتل نظامه حوالي 350,000 مسؤول ومثقف وأبيدوا وصفوا في الفترة بين 1948 و1956. فرض راكوشي على شعبه حكما شموليا. كان الاعتقال والسجن وحتى قتل الخصوم وأشباه الخصوم والمشكوك فيهم والموجات المختلفة من التصفيات السياسية مستوحاة من نظام ستالين.
كانت البلد بهذا الشكل آيلة للانهيار. في أغسطس 1952، عين رئيسا لمجلس الوزراء، لكن بعدها بفترة وفي 13 يونيو 1953، واسترضاء للساسة السوفيت تخلي عن منصبه لإيمري ناج، مبقيا على منصبه أمينا عاما لحزبه. قاد راكوشي حملة على ناجي. ففي 9 مارس 1955، تهجمت اللجنة المركزية لحزب العمال الذي يرأسه راكوشي وادانت ناجي بتهمة «انحرافه اليميني». انضمت الصحافة الهنغارية إلى الهجوم واتهمت ناجي بكونه مسؤولا عن مشاكل الدولة الاقتصادية وفي 18 إبريل من نفس العام طرد ناجي من منصبه بعد التصويت على ذلك بالإجماع من قبل اللجنة الوطنية. على الرغم من كون الفرصة مواتية لم يعد راكوشي لرئاسة الوزراء لكن الدولة عادت إلى مسارها السابق.

### حال الاقتصاد المجري
كان اقتصاد هنغاريا في مرحلة ما بعد الحرب العالمية الثانية يعانى من تحديات عدة. كان أهمها الدمار الذي حصل للأصول الاقتصادية والبنية التحتية للبلد. فقد كانت 40 % من الميزانية الوطنية ضائعة غير الدمار الذي شمل جميع الجسور والطرق والسكك الحديدية وشح المواد الخام وخراب الآلات إلى اخر ذلك.
كانت المجر قد وافقت على دفع تعويضات سنوية تقدر بحوالي 300 مليون دولار إلى دول الاتحاد السوفيتي وتشيكوسلوفاكيا ويوغوسلافيا ودعم الجهات العسكرية السوفيتية. وقدر البنك الوطني الهنغاري تلك التعويضات بأنها تعادل 19 إلى 22 % من الدخل القومي السنوي للبلاد.
بالرغم من هذه المصاعب التي كان اهمها مرور البلاد بتضخم اقتصادي وصف بانه أعلى واضخم معدل تضخم في تاريخ العالم. فاصدار العملة الجديدة تم بنجاح في أغسطس 1946 بناء على خطط الحزب الشيوعي والحزب الاشتراكي الديمقراطي.
في حينها كان إنتاج السلع الاستهلاكية لا يزال منخفضا. لكن حصل تحسن جيد جدا في الإنتاج الصناعي في عام 1949 الذي تجاوز مستوى عام 1938 بنسبة 40% ثم ثلاثة أضعاف في 1953. لكن رغم التقدم في ذلك المجال فان التراجع بل التخلف في مجال الصناعات الخفيفة التي كانت الحاجة اليها ماسه خصوصا في المحافظات وقاد هذا التخلف إلى سخط جماهيري.
إضافة إلى ذلك ادت الاستثمارات الضخمة في القطاعات العسكرية بعد اندلاع الحرب الكورية إلى تقليص وانخفاض السلع الاستهلاكية المعروضة في السوق. وبسبب هذه المشاكل والنقائص اجبر الناس على الادخار وبيع السندات السيادية إلى الناس وزيادة الايجارات والاسعار.
على الرغم من الإنجازات الهامة التاريخية في مجال التصنيع أو ما يسمى بالإنتاج الصناعي في البلاد، كانت هناك اختلالات اقتصادية مع انعدام التصحيح لها. على الرغم من هذا السبب، أدخلت الحكومة تدابير وتسهيلات اقتصادية في عام 1953 مشجعة على الزراعة والصناعات الخفيفة التي كانت المجر في عوز اليها.

## الانسحاب القسري والمنفى
لاحقا ألغي منصب راكوشي كأمين عام للحزب تحت ضغوط من المكتب السياسي السوفيتي في يونيو 1956. ويذكر ان الابعاد جاء بعد توصية من نيكيتا خروتشوف شخصيا وبشكل سري. واستبدل راكوشي بإيرنو جيرو.
وبغرض إبعاد راكوشي عن المشهد السياسي الهنغاري كليا، قرر السوفيت اجبار راكوشي على الخروج من المجر والتوجه إلى الاتحاد السوفيتي عام 1956. وتقول الرواية الروسية الرسمية بأن راكوشي ذهب إلى روسيا من اجل تلقي «العناية الطبية».
قضى راكوشي بقية حياته في جمهورية قرغيزستان التي كانت تابعة للاتحاد السوفيتي. وقبل وفاته بعام واحد، عام 1970، أذنت السلطات لراكوشي بالعودة إلى المجر إذا وعد بعدم المشاركة في أي نشاطات سياسية. رفض راكوشي العرض، وبقي في منفاه حتى توفي في نيجني نوفغورود أو ماكان يسمى غوركي عام 1971 عن عمر يناهز 78 بعد ان ظل 15 عاما كاملة في المنفى.
أعيد جثمانه إلى المجر ودفن في بودابست.

## روابط خارجية
- ماتياش راكوشي على موقع الموسوعة البريطانية (الإنجليزية)
- ماتياش راكوشي على موقع مونزينجر (الألمانية)